# شيري مارتيل
شيري مارتيل (بالإنجليزية: Sherri Martel)‏ هي مديرة (مصارعة محترفة) أمريكية، ولدت في 8 فبراير 1958 في نيو أورلينز في الولايات المتحدة، وتوفيت في 15 يونيو 2007 في برمنغهام في الولايات المتحدة بسبب جرعة زائدة.
بدأت مارتيل مسيرتها المهنية في المصارعة في وسط الجنوب بعد التدريب في كولومبيا ، ساوث كارولينا . انضمت إلى جمعية المصارعة الأمريكية (AWA) في منتصف الثمانينيات وشاركت في بطولة العالم للسيدات ثلاث مرات. في أواخر الثمانينيات ، انضمت إلى الاتحاد العالمي للمصارعة (WWF) . أيضًا في WWF ، واصلت مارتل العمل كمدير للمصارعين مثل راندي سافاج ، وتيد ديبياسي ، وشون مايكلز . ظهرت في إكستريم تشامبيونشيب ريسلينغ (ECW) و ورلد تشامبيونشيب ريسلينغ (WCW) في التسعينيات. في الأخير ، عملت مارتل كمدير لفريق العلامات هارلم هيت . بعد مغادرتها WCW ، ظهرت في عدد قليل من التظاهرات المتعلقة بالمصارعة حتى وفاتها في عام 2007. ظهرت أيضًا في امباكت ريسلينغ في سبتمبر 2006 كمديرة لـ بوبي روود والتي انتهى بها الأمر إلى أن تكون آخر ظهور لها في المصارعة.

## مهنة المصارعة المحترفة

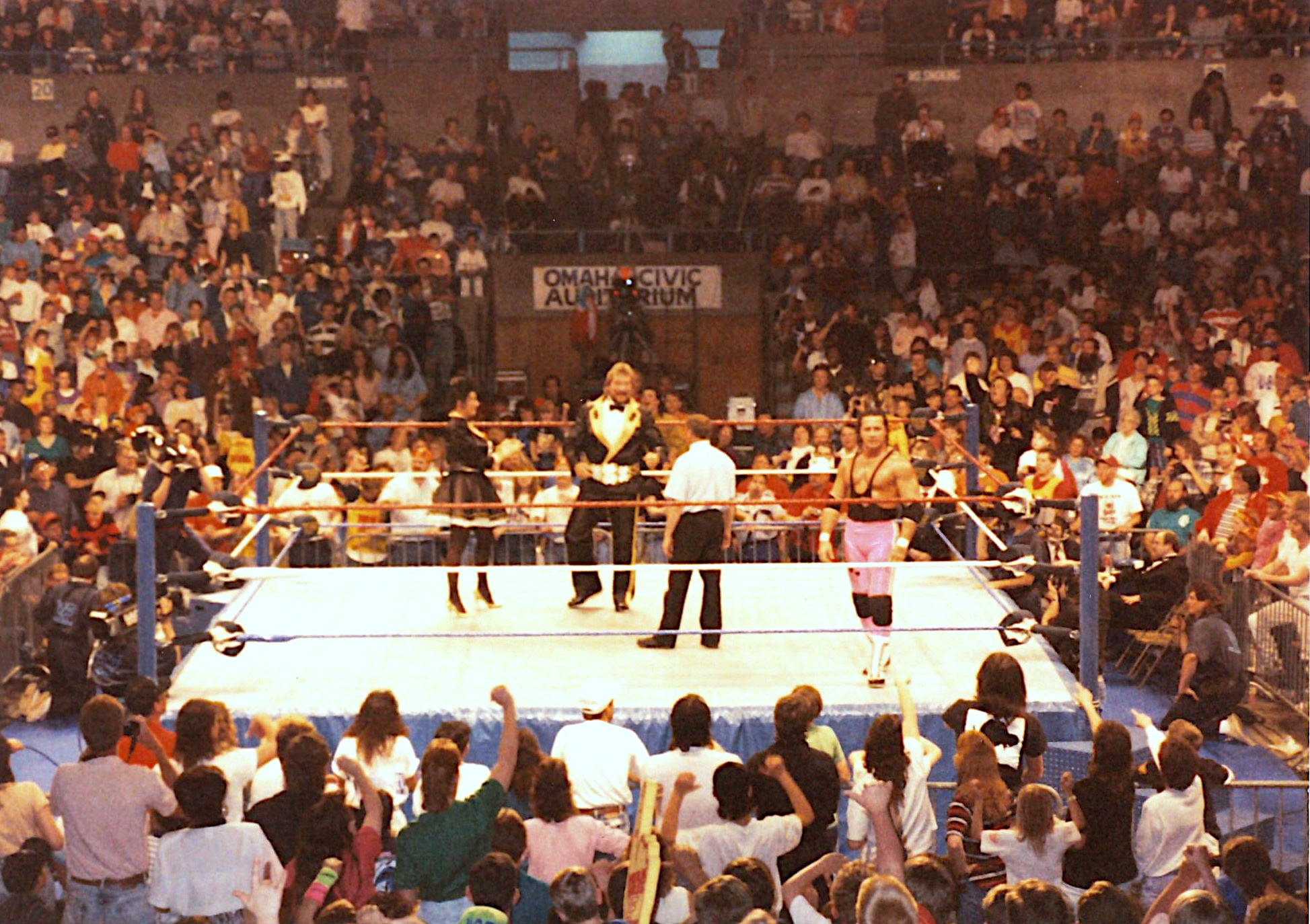
بريت هارت ضد تيد ديبياسي - 1991

### بداية حياتها المهنية (1974–1985)
تعرفت مارتل لأول مرة على المصارعة المحترفة عندما كانت طفلة ، عندما اصطحبتها والدتها وشقيقتها للعرض في ولاية ميسيسيبي. في عام 1974 ، اتصلت مارتل بجريزلي سميث للحصول على المشورة بشأن أن تصبح مصارعًا ، لكنه شكك في جديتها وطلب منها العودة إليه في غضون خمس سنوات عندما تصبح بالغة. تزوجت في النهاية من زوجها الثاني وأنجبت ابنًا اسمه جاريد ، لكنها سرعان ما طلقت زوجها. خلال هذا الوقت ، أصبحت مهتمة مرة أخرى بأن تصبح مصارعًا محترفًا وسعت للحصول على تدريب من «السيد بيرسوناليتي» بوتش مور في ممفيس بولاية تينيسي . بدأت المصارعة بشخصية شيري مارتين ، لكنها وجدت أنها بحاجة إلى مزيد من التدريب. واصلت التدريب في مدرسة دا فابولوس مولاه ، حيث غيرت اسمها إلى شيري مارتل وأرسلتها للمصارعة في اليابان في عام 1981. تدعي مولاه أن مارتل كانت ترتاد النوادي الليلية وتحب الاحتفال ، مما أدى إلى طردها من النادي.

## الحياة الشخصية
بحلول عام 2003 ، عاشت هي وزوجها روبرت شرول في ولاية تينيسي ، حيث ساعدته في تجديد المنازل. تزوجت وطلقت مرتين على الأقل خلال حياتها. لديها ابن واحد.

### الوفاة
في 15 يونيو 2007 ، توفيت مارتل في منزل والدتها في ماكالا ، ألاباما ، بالقرب من برمنغهام . كانت تبلغ من العمر 49 عامًا. في 11 سبتمبر 2007 ، أصدر محققو جرائم القتل في توسكالوسا بولاية ألاباما تقريرًا عن علم السموم يفيد بأنها توفيت بسبب جرعة زائدة مع العديد من الأدوية في نظامها ، بما في ذلك كميات كبيرة من أوكسيكودون . تم حرقها بعد وفاتها.

## وصلات خارجية
- شيري مارتيل على موقع دبليو دبليو إي (الإنجليزية)
- شيري مارتيل على موقع WrestlingData.com (الإنجليزية)
- شيري مارتيل على موقع CageMatch worker (الإنجليزية)
- شيري مارتيل على موقع قاعدة بيانات المصارعة على الإنترنت (الإنجليزية)
- شيري مارتيل على موقع عالم المصارعة على الإنترنت (الإنجليزية)
- شيري مارتيل على موقع IMDb (الإنجليزية)
- شيري مارتيل على موقع قاعدة بيانات الفيلم (الإنجليزية)